# Mount Izvor
Mount Izvor (englisch; bulgarisch връх Извор wrach Iswor) ist ein 1500 m hoher und größtenteils vereister Berg im westlichen Teil der Voden Heights an der Oskar-II.-Küste des Grahamlands auf der Antarktischen Halbinsel. Er ragt 3,47 km südöstlich des Mount Zadruga, 9 km nordwestlich des Pamidowo-Nunataks und 3,16 km nordöstlich des Mount Bosnek auf. Ein Nebengletscher des Fleece-Gletschers liegt südwestlich von ihm.
Britische Wissenschaftler kartierten ihn 1976. Die bulgarische Kommission für Antarktische Geographische Namen benannte ihn 2013 nach Ortschaften im Südosten, Süden, Westen und Nordwesten Bulgariens.